# Reprezentacja Francji na Mistrzostwach Świata w Narciarstwie Klasycznym 2005
Reprezentacja Francji na Mistrzostwach Świata w Narciarstwie Klasycznym 2005 w Oberstdorfie liczyła 22 sportowców, w tym 7 kobiet i 15 mężczyzn. W reprezentacji znalazło się 14 biegaczy narciarskich, 5 kombinatorów norweskich i 3 skoczków narciarskich. Jedyny medal zdobył Vincent Vittoz, który wygrał bieg pościgowy mężczyzn.

## Medale

### Złote medale
- Biegi narciarskie - bieg pościgowy 2x15 km mężczyzn: Vincent Vittoz

### Srebrne medale
- brak

### Brązowe medale
- brak

## Wyniki

### Biegi narciarskie

#### Mężczyźni
Sprint
- Roddy Darragon - 35. miejsce
- Benoît Chauvet - 45. miejsce

15 km stylem dowolnym
- Vincent Vittoz - 6. miejsce
- Emmanuel Jonnier - 20. miejsce
- Alexandre Rousselet - 25. miejsce
- Benoît Chauvet - 50. miejsce

Bieg pościgowy 2x15 km
- Vincent Vittoz - 1. miejsce
- Christophe Perrillat - 23. miejsce
- Alexandre Rousselet - 35. miejsce
- Jean-Marc Gaillard - 47. miejsce

Sztafeta 4x10 km
- Christophe Perrillat, Vincent Vittoz, Emmanuel Jonnier, Alexandre Rousselet - 6. miejsce

50 km stylem klasycznym
- Christophe Perrillat - 15. miejsce
- Alexandre Rousselet - 26. miejsce
- Jean-Marc Gaillard - nie ukończył
- Benoît Chauvet - nie ukończył

#### Kobiety
Sprint
- Élodie Bourgeois-Pin - 30. miejsce
- Aurelie Jaeggy - 46. miejsce
- Émilie Vina - 47. miejsce

10 km stylem dowolnym
- Karine Philippot - 15. miejsce
- Cécile Storti - 30. miejsce
- Émilie Vina - 59. miejsce

Bieg pościgowy 2x7,5 km
- Aurélie Perrillat-Collomb - 19. miejsce
- Élodie Bourgeois-Pin - nie ukończyła

Sztafeta 4x5 km
- Aurélie Perrillat-Collomb, Élodie Bourgeois-Pin, Karine Philippot, Cécile Storti - 9. miejsce

30 km stylem klasycznym
- Aurélie Perrillat-Collomb - 25. miejsce

### Kombinacja norweska
Gundersen HS 100 / 15 km
- Nicolas Bal - 13. miejsce
- Kevin Arnould - 18. miejsce
- Jason Lamy Chappuis - 33. miejsce
- Ludovic Roux - nie ukończył

Konkurs drużynowy (HS 137 + 4 x 5 km)
- Nicolas Bal, Jason Lamy Chappuis, Ludovic Roux, Kevin Arnould - 7. miejsce

Sprint (7,5 km + HS 137)
- Nicolas Bal - 15. miejsce
- Mathieu Martinez - 20. miejsce
- Jason Lamy Chappuis - 21. miejsce
- Ludovic Roux - 36. miejsce

### Skoki narciarskie
Konkurs indywidualny na skoczni HS 100
- Emmanuel Chedal - 26. miejsce
- David Lazzaroni - 27. miejsce

Konkurs indywidualny na skoczni HS 137
- Emmanuel Chedal - 33. miejsce
- David Lazzaroni - 41. miejsce
- Nicolas Dessum - 43. miejsce